# Luís Teles da Silva Caminha e Meneses
Luís Teles da Silva Caminha e Meneses, VIII conte di Tarouca e V marchese di Alegrete, (27 aprile 1775 – 21 gennaio 1828), è stato un militare e politico portoghese.
Fu governatore di San Paolo e del Rio Grande do Sul e si distinse nel corso dell'invasione luso-brasiliana della Provincia Orientale del Río de la Plata, guidando l'esercito del Regno Unito di Portogallo, Brasile e Algarve nella vittoriosa battaglia del Catalán.

## Biografia
Dopo aver accompagnato nel 1807 il trasferimento della corte portoghese in Brasile fu nominato nel 1811 governatore di San Paolo. Più tardi assunse la stessa carica nel Rio Grande do Sul, dove promosse un nuovo censimento e si adoperò per creare numerose classi di istruzione primaria; curò in particolare lo sviluppo del villaggio di Aparecidos, che da lui prese il nome di Alegrete.
Al verificarsi dell'invasione luso-brasiliana della Provincia Orientale del Río de la Plata gli fu data la responsabilità dell'esercito destinato a difendere la frontiera dai contrattacchi di José Gervasio Artigas sul fronte settentrionale; il generale Joachim Xavier Curado, al quale il marchese di Alegrete aveva affidato il comando, riuscì a respingere i tentativi orientali di portare la guerra in territorio brasiliano. Nel 1817 riunì per un breve periodo sotto il suo comando tutte le truppe disponibili sul fronte settentrionale del conflitto, riportando con esse un'importante vittoria il 4 gennaio nella battaglia del Catalán.
Nominato consigliere di guerra nel 1808, Luís Teles da Silva seguì Giovanni VI quando il sovrano tornò in Portogallo. Il 30maprile 1826, alla proclamazione della carta costituzionale, fu nominato pari del Regno.